# (2134) Dennispalm
(2134) Dennispalm es un asteroide perteneciente al cinturón de asteroides, descubierto el 24 de diciembre de 1976 por Charles Thomas Kowal desde el observatorio del Monte Palomar, Estados Unidos.

## Designación y nombre
Designado provisionalmente como 1976 YB. Fue nombrado Dennispalm en honor al astrónomo aficionado C. Dennis Palm.